# 102 (szám)
A 102  (római számmal: CII) a 101 és 103 között található természetes szám.

## A szám a matematikában
A tízes számrendszerbeli 102-es a kettes számrendszerben 1100110, a nyolcas számrendszerben 146, a tizenhatos számrendszerben 66 alakban írható fel.
A 102 páros szám, összetett szám, szfenikus szám. Kanonikus alakja 2 · 3 · 17, normálalakban az 1,02 · 102 szorzattal írható fel. Nyolc osztója van a természetes számok halmazán, ezek növekvő sorrendben: 1, 2, 3, 6, 17, 34, 51 és 102.
A 102 egyetlen szám valódiosztó-összegeként áll elő, ez a 101².

## A tudományban
- A periódusos rendszer 102. eleme a nobélium.